# Enzo Muzii
Enzo Muzii (né le 13 janvier 1926 à Asmara, en Érythrée et mort le 2 février 2014  à Velletri, dans la province de Rome) est un scénariste et réalisateur italien.

## Biographie
Enzo Muzii est principalement connu pour avoir réalisé et scénarisé le film Come l'amore sorti en 1968, qui a remporté l'ours d'argent  lors de la Berlinale cette même année par le Grand Prix du jury.

## Filmographie

### Comme réalisateur
- 1970 : Una Macchia rosa
- 1968 : Come l'amore

### Comme scénariste
- 1968 : Come l'amore